# Katherine Schwarzenegger
Katherine Eunice Schwarzenegger (sinh ngày 13 tháng 12 năm 1989) là một tác giả người Mỹ và là con gái lớn tuổi nhất của nam diễn viên chính trị gia Arnold Schwarzenegger và nhà báo phát sóng Maria Shriver. Là một thành viên của gia đình Kennedy, Schwarzenegger là một cháu gái của John F. Kennedy, tổng thống thứ 35 của Hoa Kỳ.